# Esmee Brugts
Esmee Brugts, född 28 juli 2003, är en nederländsk fotbollsspelare (mittfältare eller forward).
Professionell fotboll har hon spelat sedan 2020, först för PSV i Eredivisie för kvinnor Sedan 2023/24 tillhör hon FC Barcelona Femení. 
Hon debuterade i det nederländska landslaget år 2022. Samma år fick hon göra mästerskapsdebut i EM i England, där man åkte ut i kvartsfinal mot Frankrike. 